# La Portella (Vandellòs i l'Hospitalet de l'Infant)
La Portella és una muntanya de 722 metres que es troba al municipi de Vandellòs i l'Hospitalet de l'Infant, a la comarca catalana del Baix Camp. Forma part de l'espai d'interès natural Muntanyes de Tivissa-Vandellòs, un paisatge de cingles i codines amb valors ecològics, estètics i simbòlics-identitaris.